# Garmin
Garmin Ltd. (coneguda com a GARMIN) és un multinacional tecnològica fundada als Estats Units el 1989 per Gary Burrell i Min Kao (d'aquí el nom de Garmin). Els seus productes principals són d'electrònica de consum i d'altre productes especialitzats per a l'aviació i navegació marina, centrat en tecnologies de Sistema de posicionament global i d'altres ajudes a la navegació. La seva filial Garmin International, Inc és la seu central de les societats anònimes Garmin i està situada a Olathe, a l'Àrea Metropolitana de Kansas. La filial de la major instal·lació d'explotació i de producció és propietat de Garmin Limited Corporation i s'ubica a Sijhih City, Taiwan, un suburbi de Taipei.

## Història

### Fundació
L'empresa fou fundada el 1989 per Gary Burrell, i Min H. Kao, dos enginyers. Kao havia estat treballant en Magnavox el desenvolupament de sistemes militars de navegació utilitzant el Sistema de Posicionament Global constel lació de satèl·lits, en aquell temps conegut com a NAVSTAR. Durant els seus anys de treball amb Burrell, Kao va liderar l'equip que va desenvolupar el sistema GPS de navegació que primer havia de ser certificats per a ús en els avions dels EUA Administració Federal d'Aviació. Kao havia estat pensant a obrir una empresa, i va disposar del suport financer d'un banquer d'inversió taiwanès.
El capital era suficient per contractar una dotzena d'enginyers i de lloguer d'oficines i espai de treball en Lenexa, Kansas. Ells van nomenar la nova empresa pronav, però el va canviar a Garmin el 1991 quan un competidor, usant el nom de NavPro en un dels seus receptors de GPS, va demandar a la infracció de marques. "Garmin" és una combinació dels noms dels fundadors, Gary i Min

### Creixement de l'empresa
El 1995 les vendes de Garmin van arribar als 105 milions de dòlars, amb un benefici de 23 milions. El 1999, les vendes van arribar als 233 milions de dòlars i beneficis per 64 milions. Garmin reportar el 2006 un ingrés total d'1,77 mil milions dedòlars, un 73 per cent d'increment sobre els 1,03 mil milions dòlars de 2005.
El 1999 els productes de la companyia havia capturat prop de la meitat de la quota de mercat d'Amèrica del Nord dels receptors GPS utilitzats en els mercats de recreació marina i l'aire lliure, segons un estudi de mercat realitzat per Frost & Sullivan. Els seus propis càlculs interns van mostrar que la seva aviació d'adaptació dels productes tenia el 59% del mercat, i que els seus productes de navegació per GPS portàtils d'aviació havia un 76% del mercat.
Burrell es va retirar el 2003 com a executiu en cap de Garmin i el 2004 es va retirar com a President del seu Consell d'Administració, i actualment és President Emèrit. Kao es va convertir en CEO el 2003, i president el 2004. El 2005 la revista Forbes estima que el valor net de Kao en mil cinc-cents milions de dòlars, i ha donat 17,5 milions de dòlars a la Universitat de Tennessee. El mateix any, Forbes calcular que el valor net de Burrell en 940 milions de dòlars.

### Oferta pública
L'any 2000 Garmin ha venut tres milions de dispositius GPS, i es produeixen 50 models diferents. Els seus productes es venen a 100 països i portat per 2.500 distribuïdors independents. Al 22 d'agost de 2000, l'empresa va celebrar 35 patents en tecnologia GPS. A finals de juny de 2000, l'empresa donava feina a 1.205 persones: 541 als Estats Units, 635 a Taiwan, i 29 al Regne Unit
L'empresa va començar a cotitzar al NASDAQ públic el 8 de desembre de 2000. En aquest moment Burrell era propietari de 19.911.155 accions, i Kao de 20.352.803 i, Ruey-Jen Kao advocat a Taipei i germà de Kao, 7.984.109 accions, que en sumades constituïen el 54,22 per cent de les accions en circulació.

### Empreses en el món
Garmin opera en diversos altres països a més del Regne Unit, EUA i Taiwan. Funciona com Formar (Bèlgica), Garmin AMB (Canadà), Belanor (Noruega), i Trepat (Espanya).

### Adquisicions
L'agost de 2003 Garmin va completar l'adquisició d'UPS Aviation Technologies, subsidiària d'United Parcel Service, ampliant la seva línia de productes de panell muntat en unitats GPS/NAV/COMM i els sistemes de cabina de comandament integrats per a aeronaus privades i comercials. L'empresa va adquirir va canviar el seu nom a Garmin AT, Inc i la continuació de les operacions com una filial de propietat total de Garmin International, Inc
Garmin ha adquirit Dynastream Innovations, EME Tec Div SAS (EME), i Digital Cicló. Dynastream, ubicat a Cochrane, Alberta, Canadà, és un líder en el camp de la tecnologia de monitoratge personal - com beines de peu i monitors de ritme cardíac per als esports i productes de l'aptitud - i és també un proveïdor líder d'ultra baixa potència i baix cost de solucions de connectivitat sense fils per a una àmplia gamma d'aplicacions. EME Tec ds SAS (EME) és el distribuïdor de productes de consum de Garmin a França, després de l'adquisició, EME canvià el seu nom a Garmin France SAS. Digital cicló Inc (ICD), amb seu a Minnetonka, Minnesota, ofereix solucions de temps per als consumidors, entusiastes de l'aire lliure, i els pilots. Garmin també van comprar Nautamatic Marine Systems, una seu a Oregon, empresa que fabrica sistemes de pilot automàtic per a vaixells.

### Activitats empresarials recents
Garmin va anunciar el 2006 que donaria a conèixer tot el seu programari per a Mac OS X a finals d'any. El 2006 Garmin va presentar un nou logotip corporatiu i també va anunciar el 2006 l'obertura de la seva primera botiga a l'avinguda Michigan, a Chicago, Illinois.

## Productes i branques

### GPS marins
El primer producte de la companyia era el GPS 100, un panell de muntatge receptor GPS dirigit al mercat de marina, a un preu de 2.500 dòlars. Que va debutar el 1990 l'Exposició Internacional de Tecnologia Marina a Chicago. El producte va ser un èxit instantani i ha generat una acumulació de comandes de 5.000 unitats. En resposta a la demanda així creada, Kao va viatjar el gener de 1991 a Taipei per establir instal·lacions de fabricació.

### Ordinador de mà GPS
El receptor GPS de mà va resultar ser popular entre el personal militar que prestava serveis a Kuwait i l'Aràbia Saudita durant la Guerra del Golf de 1991. A la dècada de 2000, Garmin va llançar una sèrie de dispositius personals de GPS per a la corredors recreatius anomenat el precursor. Un dispositiu GPS de seguiment i projecció d'arribades, el Garmin Foretrex, és popular entre excursionistes, ciclistes de muntanya i carretera, i veler. Garmin StreetPilot també va llançar la seva popular sèrie de navegació per a automòbils, seguit pel 16-StreetPilot i el més avançat StreetPilot III.
Un dels aparells més populars és el receptors i ordinador de mà, la sèrie eTrex compacte, es va introduir el 1998. L'eTrex original, eTrex Groc, va ser una sensació quan va aparèixer per primera vegada, ja que ofereixen amb un pes lleuger (150 g), impermeable, de mida del palmell, juntament amb una vida de bateria de fins a 22 hores amb només dues bateries AA. L'eTrex Yellow finalment es va convertir en l'entrada de Garmin GPS a nivell de receptor. Altres models més avançats inclouen el eTrex Summit, Venture, Legend i Vista, cadascun amb diferents característiques addicionals, com el sistema WAAS, altímetre, brúixola digital, base de dades de la ciutat, i mapes de carreteres. Molts models venen en versions de color i memòria ampliable.
La sèrie Geko és una línia més compacta dels receptors GPS portàtils destinats a pressupost o el mercat de senderisme lleuger.
El 2004 va presentar la seva Garmin 60C línia de receptors GPS de mà de mapeig, amb augment de la sensibilitat i capacitat d'emmagatzematge juntament amb una vida de bateria de fins a 30 hores en mode d'estalvi de bateria. Això va ser seguit per l'60Cx i 60Csx amb visualització de mapes millorada de color. El 60 Cx i 60Csx s'han utilitzat com a principals eines de navegació a l'aventura i diversos viatges d'exploració a zones remotes a tot el món, incloent una expedició de ràfting en la totalitat del riu Amazones el 2008.

### Receptors PDA iQue
El 2003 va llançar la línia Garmin iQue PDA integrada dels receptors GPS. El 31 d'octubre de 2005, el iQue M4 es va convertir en la primera PDA que no requereix un PC per carregar prèviament els mapes. La versió americana ve amb mapes incorporats d'Amèrica del Nord, mentre que la versió del Regne Unit se subministra pre-carregat amb mapes d'Europa Occidental.

### Navegadors de carrers
L'octubre de 2005, sortia el Garmin StreetPilot i-Series, navegadors compactes GPS en tres models, I2, I3, I5. L'i2 disposa d'una pantalla monocrom, i els mapes han de ser carregats en una targeta TransFlash. El i3 és similar a la i2, excepte que té una pantalla en color. El i5 té una pantalla a color i els mapes estan pre-programats en el dispositiu. Versions més avançades de la StreetPilot inclouen la Sèrie C, alguns dels quals amb pantalles tàctils de color de grans dimensions, notificacions de trànsit, FM, suport per informació meteorològica, actualitzacions de MSN Direct, i suport per a Bluetooth.
L'octubre de 2006, va començar a vendre el Garmin 660, un successor de pantalla ampla de butxaca a les seves nüvi sèrie 300. La 660 afegeix Bluetooth, transmissor FM, major brillantor de la pantalla i la mida de la pantalla.
A més, la línia de Garmin Suc està dissenyat específicament per a motocicletes. El Suc 550 i StreetPilot 2610, amb una mica conjunts de característiques diferents s'han comercialitzat com una ofrena OEM per BMW per a les seves motocicletes com Suc de BMW i BMW Navigator III.

### Fishfinders
Garmin també fabrica una línia de localitzadors de sonar, fins i tot algunes unitats que també tenen la capacitat de GPS.

### GPS per portàtils
L'abril de 2008 va llançar Garmin Garmin Mobile PC, un programari de navegació GPS programa per a ordinadors portàtils i altres equips, basat en el sistema operatiu Windows de Microsoft.

### Nüvifone
A principis de 2009 Garmin anunciar que seria la fabricació d'una ubicació de telèfons mòbils específics en cooperació amb Asus. Anomenat el Garmin-G60 Asus Nuvifone, els Estats Units l'alliberament estava prevista pel 4 d'octubre 2009.

### Entrenadors personals
The Edge Garmin és un conjunt de dispositius habilitats amb GPS per ser utilitzats a l'hora de córrer, caminar o anar amb bici.

### Aviònica
Garmin té una divisió dedicada als productes de l'aviació, com ara cabines de comandament integrat, muntatge en panell mostra, multi-funció mostra (MFD), transportadors, de radar i altres relacionats amb l'aviònica. Per exemple, la G1000 és un tot-suite d'aviònica de vidre (cabines) per a les aeronaus de OEM. La G900X és similar a la G1000 però dissenyat per al seu ús en avions experimentals, i el G600 és una solució per a l'adaptació de diversos certificats avió.
Garmin va entrar en el mercat de l'aviació el 1991 amb el GPS-100AVD muntat en el panell del receptor. La seva primera unitat portàtil, el GPS-95, es va introduir el 1993. El 1994, el GPS-155 muntat al tauler unitat va ser el receptor de GPS per primera vegada al mercat per a rebre la certificació de la FAA complet per a les aproximacions per instruments.
El 1998 va presentar el Garmin GNS-430, un receptor GPS de navegació i comunicacions transceptor.
Garmin amplia la seva presència en el mercat d'aviació el 2003 mitjançant l'adquisició d'UPS Aviation Technologies, adquirint II d'aquesta última línia Morrow Apollo d'aeronaus GPS/NAV/COMM unitats, complementant la seva actual línia de productes de l'aviació. II Morrow va ser fundada a Salem, Oregon el 1982 com a fabricant de productes d'aviació, marina i LORAN C en general. El 1986, United Parcel Service (UPS) va adquirir la companyia per ampliar l'ús de la tecnologia electrònica en el lliurament de paquets i de seguiment de negocis i li va canviar el nom d'UPS Aviation Technologies el 1999. Aviat fases del negoci marí i centrada en el desenvolupament de la tecnologia d'UPS i de l'aviació general.
L'abril de 2007 amb seu a Oregon, l'empresa aeronàutica Epic Air (filial de Recursos aeronaus inversors (AIR), LLC - Estats Units) va anunciar que utilitzaria les cabines del panell de vidre i productes d'aviònica Garmin afins en tots els seus avions molt lleugers certificada i experimental, i avions de turbohèlices. La G900X Garmin s'utilitzarà en el propietari de la companyia, els avions construïts, mentre que el Garmin G1000 serà utilitzat en els avions Epic certificada.

## Mapes
Tots els dispositius actuals Garmin pot mostrar la ubicació actual en un mapa. Els mapes estan basats en vectors i s'emmagatzema a la memòria incorporada o carregats de mitjans flash addicional. El built-in (o "mapa base") mostra totes les fronteres dels països i les principals ciutats. Garmin ofereix una àmplia varietat de mapes per a la compra, incloent els mapes de ruta detallada, mapes topogràfics i cartes nàutiques. No mapes comercials estan també disponibles i es poden visualitzar en la majoria de dispositius GPS Garmin. El directori del mapa obert "Senderisme i Mapes" llista tots els mapes disponibles gratuïtament creats per moltes persones, sovint basats en dades del projecte OpenStreetMap i la seva estada a Mapcenter o llocs web individuals. La qualitat dels mapes és molt variable. També és possible crear un mapa de vector de diversos o dels recursos de trama. Eines de software per a la creació de mapes personalitzats estan disponibles a Internet.

## Patrocini de l'esport
- El 2007 va començar el patrocini del Middlesbrough Football Club, club de futbol anglès de la Premier League, en un contracte d'un any en què va ser portat a un segon any per a la temporada 2008/09.
- El 2008 va començar el patrocini de l'equip ciclista Garmin-Slipstream per promocionar la seva línia perimetral dels ordinadors de bicicleta.